# 1. Brief des Paulus an die Thessalonicher
| Neues Testament |
| --- |
| Evangelien |
| - Matthäus - Markus - Lukas - Johannes |
| Apostelgeschichte |
| Paulusbriefe |
| - Römer - 1. Korinther - 2. Korinther - Galater - Epheser - Philipper - Kolosser - 1. Thessalonicher - 2. Thessalonicher - 1. Timotheus - 2. Timotheus - Titus - Philemon - Hebräer |
| Katholische Briefe |
| - Jakobus - 1. Petrus - 2. Petrus - 1. Johannes - 2. Johannes - 3. Johannes - Judas                                                                                                 |
| Offenbarung |

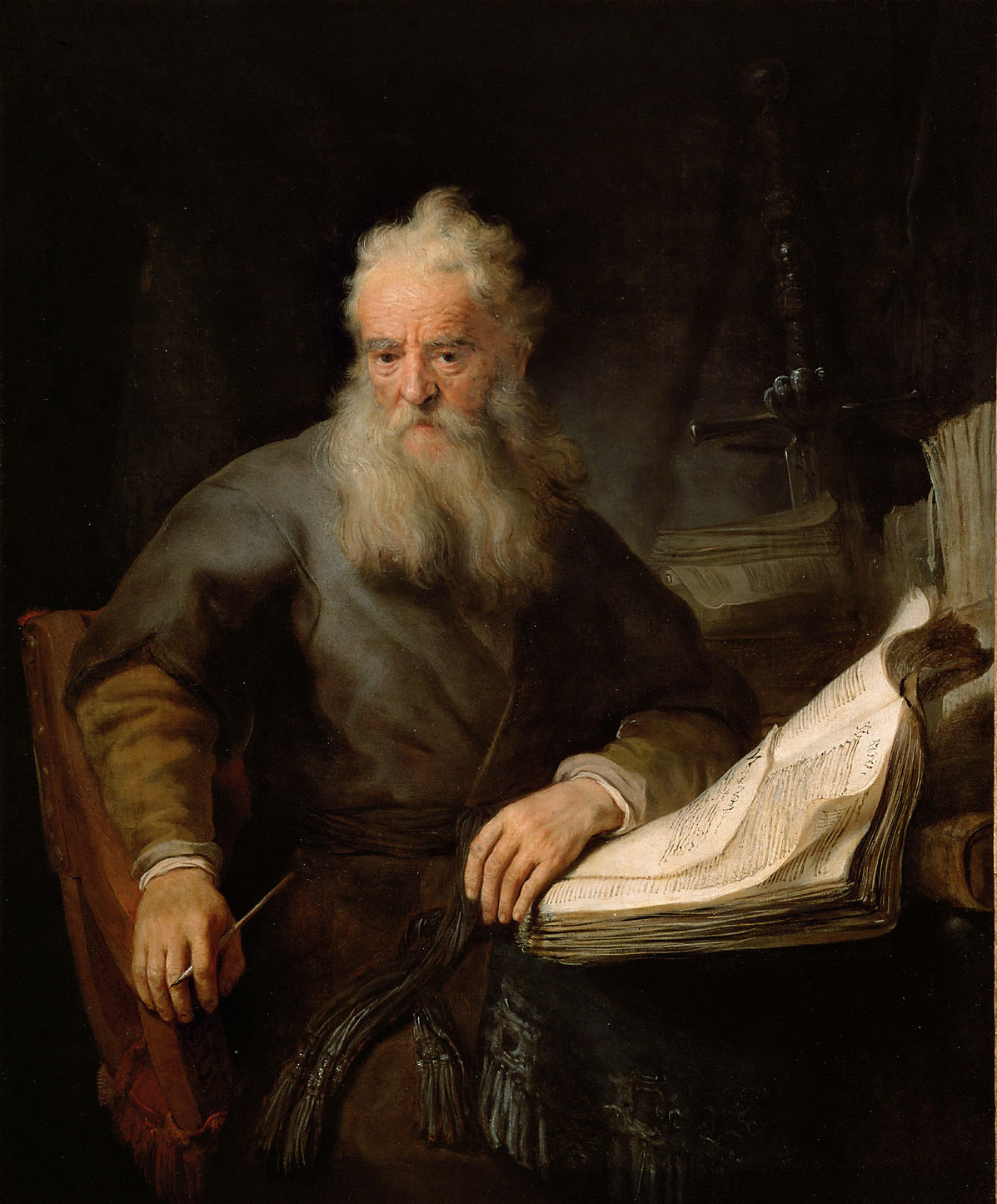
Apostel Paulus, von Rembrandt van Rijn, um 1633, Öl auf Leinwand, Kunsthistorisches Museum

Der 1. Brief des Paulus an die  Thessalonicher ist ein Buch des Neuen Testaments und eines der frühesten erhaltenen schriftlichen Dokumente des Christentums. Seit dem Mittelalter wird er in 5 Kapitel unterteilt.

## Verfasser und Empfänger
Der Autor des 1. Thessalonicherbriefes ist nach einhelliger Meinung der Forschung Paulus.
Empfänger ist die von Paulus gegründete Gemeinde in Thessalonich (Thessaloniki), die nach Apg 17,4f  hauptsächlich aus gottesfürchtigen Griechen, εὐσεβής (eusebes), und einigen vornehmen Frauen besteht. Der 1. Thessalonicherbrief selbst legt einen heidenchristlichen Hintergrund nahe (1 Thess 1,9 ). Da die gottesfürchtigen Griechen von den Judenchristen immer noch als Heiden angesehen wurden, widersprechen sich die Berichte nicht.

## Ort und Zeit der Abfassung
Der Brief wurde vermutlich zu Beginn des 18-monatigen Aufenthalts von Paulus in Korinth geschrieben, kurz nachdem Timotheus und Silvanus oder Silas (Σιλᾶς) dort angekommen waren (vgl. Apg 18,5  und 2 Kor 1,19  mit 1 Thess 3,6 ). Das wird etwa 50 n. Chr. gewesen sein, einige Monate nach Paulus’ Aufenthalt in Thessalonich (1 Thess 1,8; 4,10 , vgl. aber auch 2,17 ). Möglich wäre auch, dass Timotheus Paulus nach 1 Thess 3,1–5 noch einmal in Athen angetroffen hat. Paulus könnte den Brief also auch von Athen aus geschrieben haben, was aber als weniger wahrscheinlich gilt.

## Hintergrund
Auf seiner zweiten Missionsreise betrat Paulus erstmals den europäischen Kontinent. Nachdem er in Philippi zusammen mit Silas kurzzeitig im Gefängnis gesessen hatte, zog er weiter nach Thessalonich (Apg 16,40f ). Paulus predigte hier an drei Sabbaten in der Synagoge (Apg 17,3). Als sich einige bekehrten, darunter viele griechische Proselyten und einige vornehme Frauen, wurden die Juden eifersüchtig und sorgten für einen Tumult (Apg 17,4f). Da sie Paulus und Silas nicht finden konnten, verklagten sie Jason, der Paulus und Silas beherbergt hatte, und einige andere Christen vor den Obersten der Stadt (Apg 17,6). So musste die neu entstandene Gemeinde von Anfang an mit Verfolgung leben (1 Thess 3,4). Bei all dem hatten ihre Mitglieder das Evangelium aber mit Freuden aufgenommen und waren ein Vorbild für alle Christen in der Umgebung geworden (1 Thess 1,6–8).
Möglicherweise war Paulus länger als drei Wochen in Thessalonich. In seinem Brief an die Philipper scheint er zu sagen, dass er während seines Aufenthalts in Thessalonich mehrere Male finanzielle Unterstützung von den Philippern bekommen hat (Phil 4,16 ). Das wäre für einen Zeitraum von drei Wochen sehr ungewöhnlich. Zudem mussten sich Paulus und seine Begleiter neben der Verkündigung des Evangeliums in Thessalonich um ihren Lebensunterhalt kümmern (1 Thess 2,9). Wäre das für nur drei Wochen notwendig gewesen? Phil 4,16 kann aber auch so übersetzt werden, dass Paulus in Thessalonich nur die erste Spende erhalten hat, und die Kosten für einen Zeitraum von drei Wochen sind auch nicht gering, zumal Paulus zu Beginn noch nicht wusste, dass er Thessalonich so schnell verlassen würde. Der Bibeltext lässt es offen, ob zwischen den drei Sabbaten in der Synagoge und dem Tumult ein längerer Zeitraum gelegen hat.
Nach dem Tumult in Thessalonich zogen Paulus und Silas schnell weiter nach Beröa (altgriechisch Βέροια) (Apg 17,10). Anschließend reiste Paulus weiter nach Athen, während Timotheus und Silas in Makedonien blieben (Apg 17,14f). Timotheus kam aber bald zu Paulus nach Athen. Aus Sorge um die Gemeinde sandte Paulus Timotheus von dort aus wieder nach Thessalonich (1 Thess 3,1f.5). Gerne wäre Paulus selbst gekommen, aber die Umstände erlaubten es ihm nicht (1 Thess 2,17f).
Für Paulus ging es bald weiter nach Korinth (Apg 18,1). Hier blieb er ein Jahr und sechs Monate und schrieb zu Anfang dieser Zeit (vgl. 1 Thess 2,17) vermutlich auch seinen Brief an die Thessalonicher (vgl. Apg 18,5 mit 1 Thess 3,6).

## Inhalt
Obwohl Paulus das Evangelium selbst nach Thessalonich gebracht hatte, gab es manches, was er der jungen Gemeinde in der kurzen Zeit nicht weitergeben konnte. Deshalb wollte er selbst wieder nach Thessalonich kommen (1 Thess 3,10 ). Zunächst schrieb er aber seinen Brief. In den Kapiteln 1–3 schreibt Paulus über sein eigenes Ergehen in den vergangenen Monaten. Im Besonderen geht es hier um seine Beziehung zu den Thessalonichern. Er beschreibt seine Sorgen um sie, aber auch seine Freude, nachdem er gute Nachrichten von Timotheus über ihre Standhaftigkeit bekommen hat. In den Kapiteln 4–5 hat Paulus dann auch einige ermahnende Worte zu sagen. Dabei geht er besonders auf die Wiederkunft Jesu ein. Das Thema taucht in jedem Kapitel auf (1,10; 2,19; 3,13; 4,14f; 5,2.4.23). Die Nähe der Wiederkunft Jesu soll die Thessalonicher trösten und ihren Blick weg von den Bedrängnissen und hin auf Jesus ausrichten.

### Gliederung
- Begrüßung (1,1)
- Persönliche Worte: Paulus und die Thessalonicher (1,2–3,13)
  - Freude über den lebendigen Glauben der Thessalonicher (1,2–10)
  - Das Vorbild der Apostel (2,1–16)
  - Vorwurf des Gottesmordes an die Juden (2,14–16)
  - Gute Nachrichten aus Thessalonich (2,17–3,13)
- Ermahnende Worte: Leben in Erwartung der Wiederkunft Jesu (4,1–5,24)
  - Ermahnung zu einem geheiligten Leben (4,1–12)
  - Ermutigung durch die Nähe der Wiederkunft Jesu (4,13–5,11)
  - Abschließende Ermahnungen (5,12–24)
- Abschließende Worte und Gruß (5,25–28)

### Inhaltlicher Hintergrund
- Wiederkunft Christi

## Personen
- Paulus
- Silvanus
- Timotheus